# تفاعلية إلماع الواقع الافتراضي
تفاعلية إلماع الواقع الافتراضي (في آر سي آر) هي منهجية محسنة حاسوبيًا تُستخدم لتقييم التفاعلية السلوكية والفيزيولوجية للإشارات (الإلماعات) الحسية للكحول والعقاقير. تشير الدراسات إلى أن تفاعلية الإشارة، أي الاستجابة لتقديم إشارات متنوعة بصرية وسمعية وشمية ولمسية، تزيد من الاستثارة الفيزيولوجية لدى المدمنين. تُستخدم تقنية تفاعلية إلماع الواقع الافتراضي لمحاكاة تفاعلية الإشارة في أكثر البيئات الممكنة فعالية وواقعية، ويتمثل الهدف من ذلك في أن مهارات التكيف يمكن اكتسابها في سيناريو سياقي يعكس موقفًا حقيقيًا. ما زالت هذه المنهجية في مراحل التطور الأولى، لكن أظهرت الدراسات أنها وسيلة فعالة لتوليد بيئة محرضة للاشتهاء ومغرية للمريض الذي يعاني من الإدمان.

## استخدامها في الإدمان
أشارت الدراسات إلى أن التعرض للإشارة لدى المرضى مرتبط بشدة بزيادة الاستجابات الفيزيولوجية. بالإضافة إلى ذلك، تُعتبر الإشارات الموقفية سببًا يؤدي لتحريض الانتكاس. يميل الأفراد الذين يعانون من الإدمان إلى عزو إدمانهم إلى سيناريوهات أو أحداث محددة. على سبيل المثال، قد يكون لدى المدخن عادة التدخين على الشرفة. بالنتيجة، كلما اقترب من الشرفة أو ما حولها، يربط الأمر بالتدخين، ويبدأ الاشتهاء بسبب القرب لوحده. يُعد هذا الأمر مثالًا على نظرية الإشراط الكلاسيكي، التي تصف كيفية تحريض إشارة معينة لاستجابة منفصلة تمامًا.
إحدى أكثر الطرق فعالية لتجنب انتكاس المريض هي توجيهه لمهارات التكيف؛ مثاليًا في أكثر البيئات تعريضًا للإشارة الضارة. الفكرة هي: إذا تمكن المريض من تعلم إنكار اشتهائه في بيئة مضبوطة، سيكون الإنكار في العالم الواقعي أسهل. يساعد الواقع الافتراضي على محاكاة موقف شبه واقعي، يكتمل بالمناظر والأصوات والروائح والحركات.

## كيفية عملها
لأجل خلق بيئة شبه واقعية، يُصوَّر الممثلون على خلفية خضراء وهم يؤدّون العديد من الحركات المختلفة مثل تدخين السجائر، والرقص، وشرب الكحول، وتعاطي المخدرات، والأفعال المحرضة الأخرى. يُدمَج الممثلون لاحقًا في خلفية ثلاثية الأبعاد، ما يعطي انطباعًا أنهم في بيئة حقيقية. تسمح تقنية الواقع الافتراضي (في آر) للمستخدم بالاندماج ببيئة محاكاة حاسوبية بإشراك حواس الجسم البشري. من الآن فصاعدًا، تُعد الإحساسات السمعية والبصرية أشيع ما يُلجأ إليه عند خلق بيئة الواقع الافتراضي، ويعود ذلك غالبًا لاستخدامها تقنياتٍ أبسط يتطلب تطويرها كلفة أرخص. ولكن، تسمح تطورات التكنولوجيا بطرق أكثر فاعلية بكثير لتطبيق الإحساسات الشمية أيضًا.

### الإحساسات البصرية
يمكن القول إن أهم جانب لجعل البيئة الافتراضية تبدو واقعية هو اللجوء للرؤية. تُوضع سماعة رأس خاصة بالواقع الافتراضي مدمجة بجهاز عرض (إتش إم دي) أمام عيني المريض بطريقة مشابهة لوضع زوج من النظارات الشمسية، ما يتيح الحصول على الاهتمام البصري الكامل، ثم تُعرَض بيئة افتراضية. يتبع نظام من المستشعرات الحسية حركات رأس المريض. إذا مال المريض أو عطف رأسه لرؤية الأجزاء الأخرى من الغرفة، تُعدَّل البيئة وفقًا لتلك الحركة. يسمح هذا الأمر بتجربة أكثر واقعية عبر الحد من قيود الرأس.

### الإحساسات السمعية
تُوضع سماعة حول أذني المريض تسمح بسماع الصوت. عمومًا، يُفضل أن يكون الصوت محيطيًا كاملًا لأنه يمنح المريض إحساسًا بالمكان. على سبيل المثال، إذا تحدّث شخص وهمي يقف أمام المريض، سيكون الصوت واضحًا ومسموعًا. ولكن، إذا تحدّث شخص وهمي يقف يسار المريض أو يمينه، سيكون الصوت أكثر هدوءًا وخفوتًا. يساعد الصوت المحيطي في إعطاء شعور شبه واقعي لبيئة الواقع الافتراضي.

### الإحساسات الشمية
تُقدَّم الإشارات الشمية بواسطة جهاز مضبوط حاسوبيًا يُطلِق روائح موافقة لبيئة المريض الافتراضية. يحوي الجهاز حجرات متعددة ذات روائح مختلفة في كل منها، وتستخدم ضاغط هواء لنفخ روائح معينة إلى منطقة إحساس المريض. على سبيل المثال، إذا اقترب المريض من طاولة عليها ماريغوانا، فإنه سيشم رائحة الماريغوانا في الواقع. تشمل الروائح الأخرى الهامة المستخدمة في تفاعلية إلماع الواقع الافتراضي رائحة الفانيلا، والبيتزا، والقهوة، والويسكي، ودخان السجائر، والبيرة، وأشجار الصنوبر. يسمح استخدام المحاكاة الشمية ببيئة افتراضية أكثر واقعية بكثير.

## الاستخدام السريري
نالت تقنية الواقع الافتراضي قبولًا تدريجيًا في البيئة السريرية. تُستخدم هذه التقنية لعلاج رهابات محددة، وتدبير الألم، واضطرابات الأكل، واضطراب الكرب التالي للصدمة النفسية. أشارت الدراسات إلى أن «المرضى قد بلغوا عن استثارة عاطفية وفيزيولوجية حين اندمجوا بالواقع الافتراضي، ما يوفر أداة للتعريض في علاج الاضطرابات النفسية». تسمح تقنية الواقع الافتراضي أيضًا ببيئة اختبار قياسية قد تزيد معدلات شفاء المرضى بشكل كبير جدًا.

## تطورها
في الماضي، استُخدمت تفاعلية الإلماع في المختبرات لتوجيه المرضى لمهارات التكيف المفيدة التي تساعدهم في تجنب الانتكاس. تسمح تقنية الواقع الافتراضي باتباع منهجية لتحريض الاستثارة الفيزيولوجية أكثر فاعلية من أساليب تفاعلية الإلماع المعيارية المستخدمة سابقًا، وهي بالدرجة الأولى، تقديم الأدوات أو المحاكاة القائمة على الممثلين.

### تفاعلية الإلماع
يعمل تقديم الأدوات عبر تقديم عناصر فيزيائية للمريض مرتبطة بإدمانه الشخصي. على سبيل المثال، قد تُوضع زجاجة خمر أمام مريض الإدمان الكحولي، وقد يُوضع غليون تدخين أمام مدمن الماريغوانا. ولكن، على الرغم من حقيقة أن الأشياء واقعية، فإن البيئة التي تُقدَّم فيها غير واقعية. يختلف تعلم كيفية رفض المواد في بيئة المخبر اختلافًا كبيرًا عن رفضها في حفلة حقيقية، وبالتالي، فإن عملية التوجيه هذه محدودة.

### المحاكاة القائمة على الممثلين
هناك طريقة أخرى لتشكيل موقف واقعي عبر المحاكاة القائمة على الممثلين. يُوظَّف ممثلون وتُبنَى مسارح لمحاكاة ما قد يكون عليه الموقف الحقيقي. يستطيع المرضى التفاعل مع الممثلين بطريقة واقعية. في حين أن هذه الطريقة مشابهة للواقع وفعالة للغاية، تُعد الفعالية إحدى العيوب الكبرى. يخضع الممثلون لمدى توافرهم، ويجب الدفع لهم مقابل خدماتهم. علاوة على ذلك، تُعد المسارح محدودة بالنسبة للمشاهد المبنية والتي ليست سهلة التغيير. تعد المحاكاة القائمة على الممثلين محدودة على الرغم من أنها أكثر فعالية من استجابة الإشارة في التقديم القياسي.

### تقنية الواقع الافتراضي
تهدف تفاعلية إلماع الواقع الافتراضي، على الرغم من كونها في مرحلة مبكرة من التطور، إلى أن تصبح نسخة أكثر فاعلية بكثير من المحاكاة القائمة على الممثلين. الهدف هو إنتاج نظام سيحاكي افتراضيًا سيناريو مُعطى، ويسمح للمريض في نفس الحين بالتفاعل مع المحيط. تشمل المزايا زيادة المرونة، أي يملك المشغّل القدرة على إنتاج أي سيناريو مطلوب افتراضيًا، بالإضافة إلى تكاليف تشغيل أرخص نظرًا إلى عدم الحاجة إلى الممثلين. أيضًا، يكون الإجراء أسهل بكثير بما أن توافر الممثلين لم يعد مهمًا.